# Amorphophallus decus-silvae
Amorphophallus decus-silvae är en kallaväxtart som beskrevs av Cornelis Andries Backer och Cornelis Rugier Willem Karel van Alderwerelt van Rosenburgh. Amorphophallus decus-silvae ingår i släktet Amorphophallus och familjen kallaväxter. Inga underarter finns listade.